# The Dancing Girl of Butte
The Dancing Girl of Butte è un cortometraggio muto del 1910 scritto e diretto da David W. Griffith.

## Trama
Passeggiando un giorno nel parco, Bella mette un piede in fallo e si storce la caviglia. Soccorsa da Howard Raymond, viene scambiata per una ragazza della buona società per le sue maniere raffinate e il suo modo di comportarsi. I due giovani si innamorano ma Howard ignora che Bella lavora in una sala da ballo pur se lei è una ragazza per bene. Quando lui mostra la fotografia dell'innamorata agli amici, essi riconoscono la ragazza e vanno a chiederle di lasciare Howard. Lei allora confessa al giovane di non essere quella che lui crede: Howard resta malissimo ma lei gli spiega che anche se ha dovuto lavorare in una sala da ballo, è rimasta una ragazza integra e che quel lavoro le serve per sopravvivere. Ammorbidito dalla dolcezza di Bella, Howard si riprende e la prende tra le braccia. Due anni più tardi, gli amici di Howard, seduti su una panchina nel parco, vedono passare, spinta da una coppietta, una carrozzina con dentro un bambino: sono Howard e la sua ragazza della sala da ballo, ora marito e moglie e genitori felici.

## Produzione
Il film fu prodotto dalla Biograph Company. Venne girato a Edgewater, nel New Jersey.

## Distribuzione
Il copyright del film, richiesto dalla Biograph Co., fu registrato l'8 gennaio 1910 con il numero J136851. Distribuito dalla Biograph Company, il film - un cortometraggio in una bobina - uscì nelle sale cinematografiche statunitensi il 6 gennaio 1910.
Non si conoscono copie ancora esistenti della pellicola che viene considerata presumibilmente perduta.